# (21710) Nijhawan
(21710) Nijhawan (1999 RS92) – planetoida z pasa głównego asteroid okrążająca Słońce w ciągu 4,64 lat w średniej odległości 2,78 j.a. Odkryta 7 września 1999 r.